# Síndrome de Percheron
El síndrome de Percheron o infarto talámico bilateral sincrónico es una obstrucción de la arteria de Percheron, una arteria que es una rara variación anatómica en la vascularización del cerebro, en la que una sola arteria surge desde la arteria cerebral posterior para abastecer ambos lados de las estructuras cerebrales: el tálamo y el mesencéfalo.
Este síndrome se considera muy poco frecuente y de difícil diagnóstico, siendo la resonancia magnética cerebral clave.
Debido a la dificultad de su diagnóstico, es probable que exista una infraestimación de su frecuencia, actualmente muy baja, con solo 121 casos identificados en algunos estudios.

## Etimología
El síndrome toma su nombre de la arteria de Percheron, descrita por el neurólogo francés Gérard Percheron en 1973.

## Síntomas
Los síntomas pueden variar siguiendo la extensión del infarto a través del tálamo y el mesencéfalo:
- La afectación del tálamo suele estar caracterizada por alteraciones del estado mental, parálisis del movimiento de los ojos en dirección vertical y pérdida de memoria.

- cuando ésta va acompañada de lesiones en el mesencéfalo, los síntomas incluyen también otras perturbaciones del movimiento ocular, hemiplejia, ataxia del cerebelo y trastornos locomotrices.